# Kickxia elatine
Kickxia elatine là một loài thực vật có hoa trong họ Mã đề. Loài này được (L.) Dumort. mô tả khoa học đầu tiên năm 1827.

## Hình ảnh

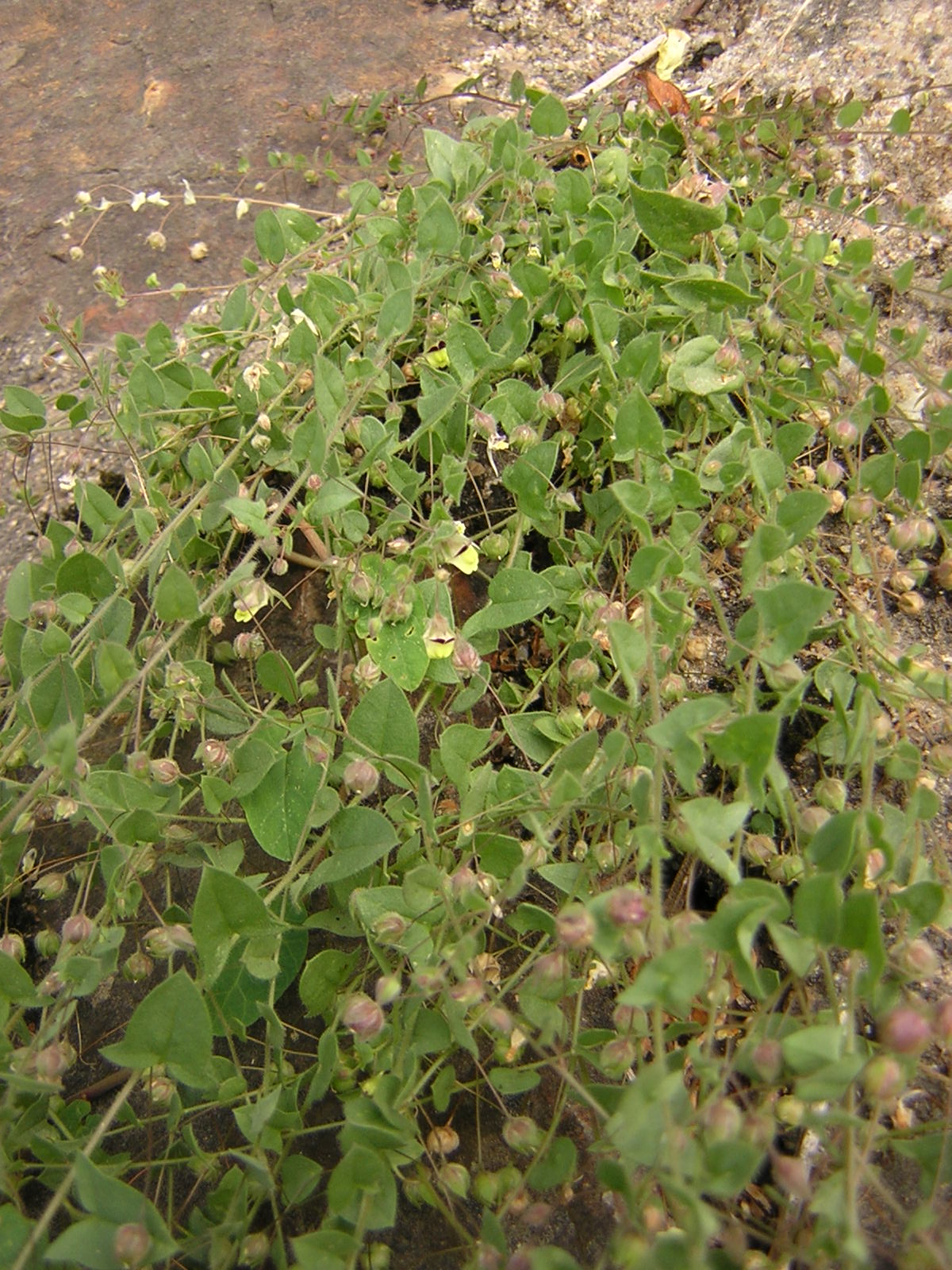
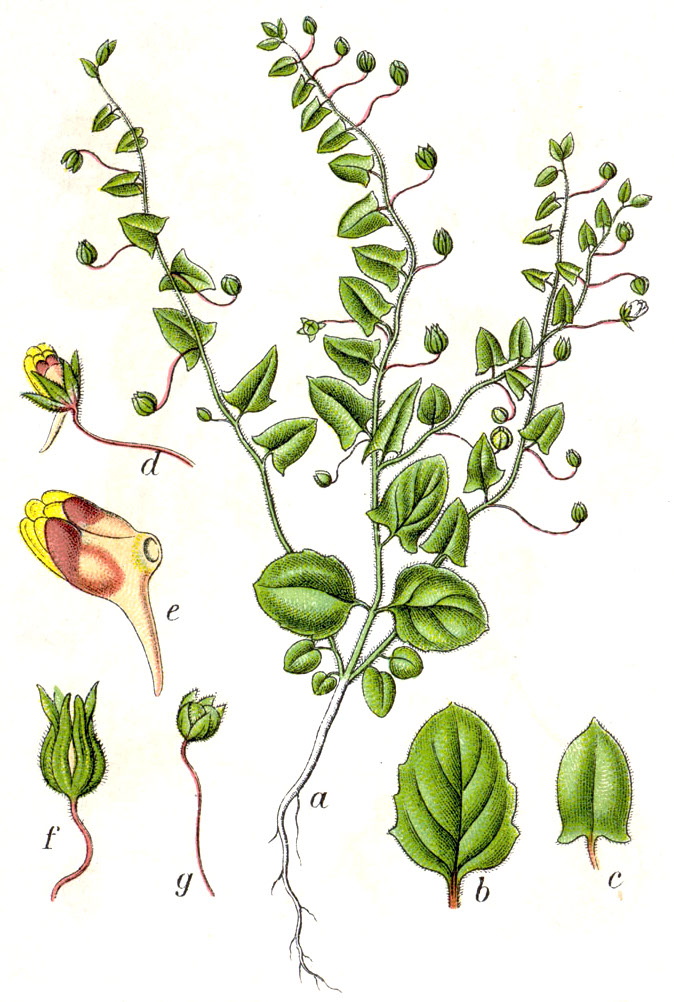
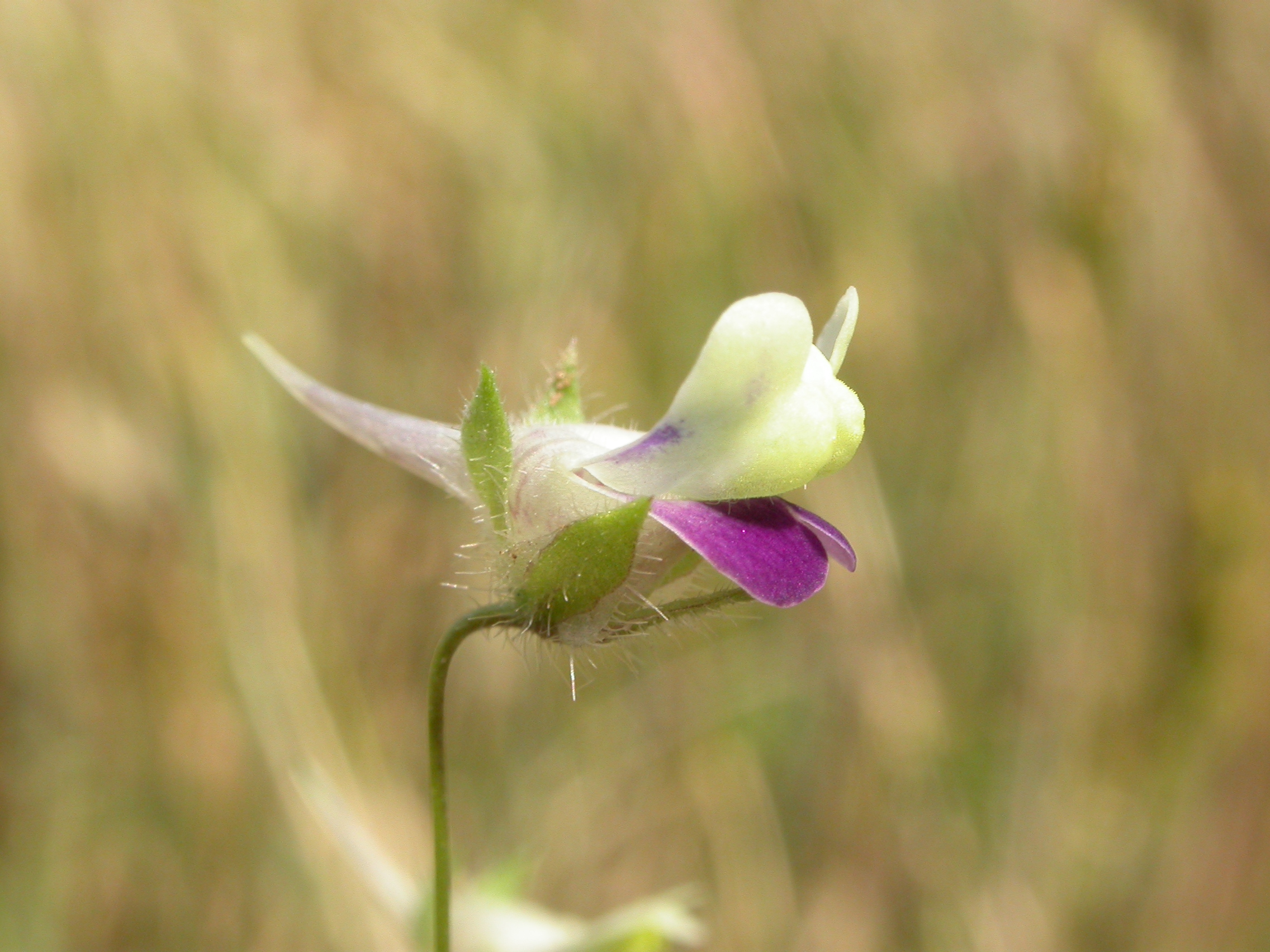
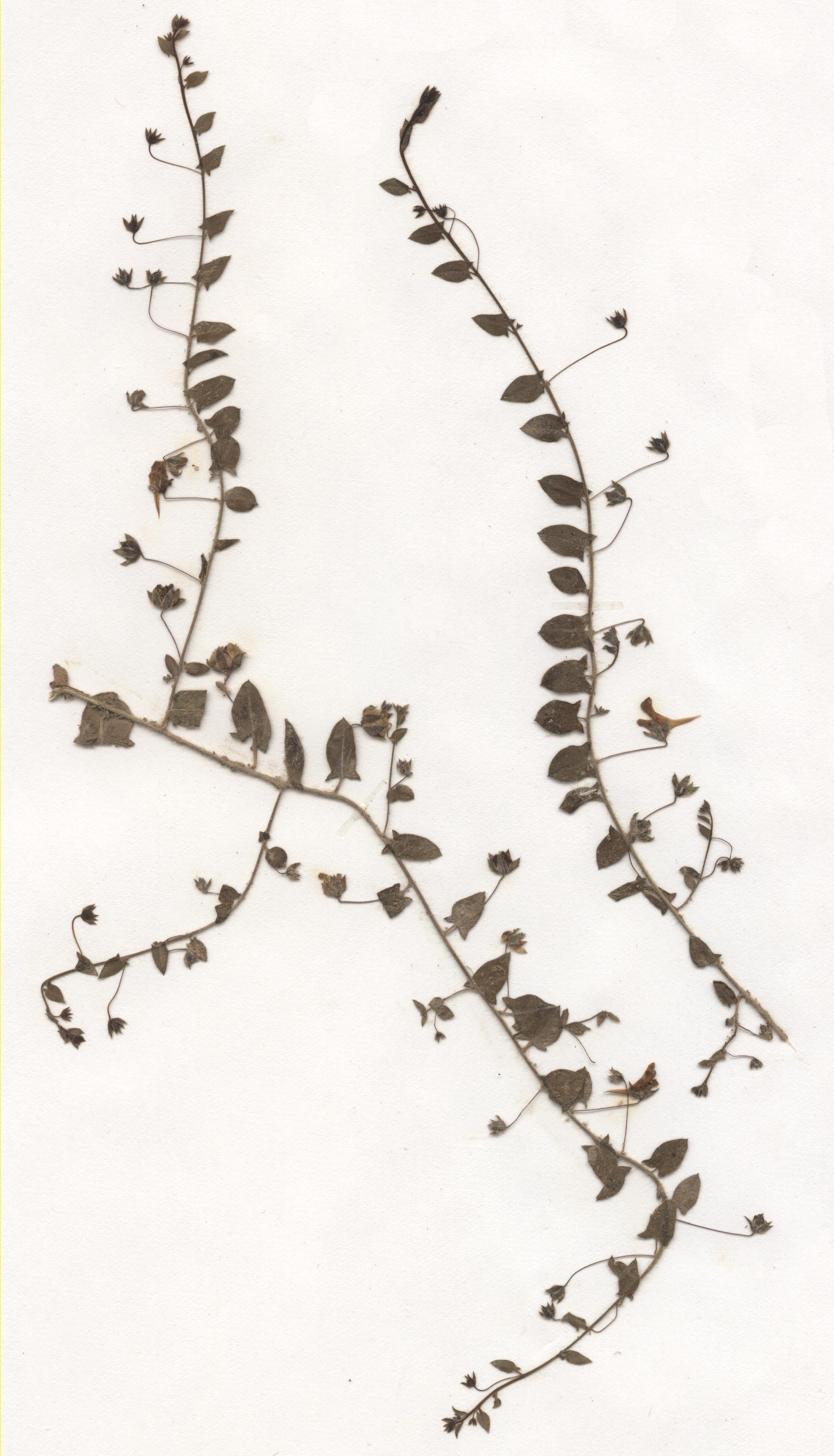